# Мосс, Глен
Глен Роберт Мосс (англ. Glen Robert Moss; 19 января 1983, Хейстингс, Новая Зеландия) — новозеландский футболист, вратарь и тренер вратарей клуба «Макартур». Выступал за сборную Новой Зеландии.

## Клубная карьера
В августе 2007 года Мосс заключил двухлетний контракт с новичками Эй-лиги — командой «Веллингтон Феникс», как их основной голкипер. В первом сезоне за эту команду он провёл 20 матчей из 21 и заработал репутацию одного из самых надёжных вратарей лиги. Однако из-за травм и нарушений спортивной формы во время сезона 2008/2009 годов в клубе ему пришлось конкурировать со своим коллегой по национальной сборной Марком Пастоном, и в течение сезона Мосс провёл на поле за клуб лишь 13 игр, из которых в трёх сохранил свои ворота «сухими».
После удачных выступлений за клуб и сборную Мосс привлёк внимание чемпионов Эй-лиги — команды «Мельбурн Виктори». Мосс заключил с клубом контракт на сезон 2009/10, как основной вратарь, однако из-за невыразительной игры в сезоне уже после первых 14 кругов место основного вратаря перешло к Митчеллу Лангераку.
19 июля 2010 года Мосс подписал двухлетний контракт с «Голд-Кост Юнайтед», заменив Джесса Ванстраттана, ушедшего в «Сентрал Кост Маринерс».
28 марта 2012 года Мосс вернулся в «Веллингтон Феникс», подписав трёхлетний контракт.
15 мая 2017 года Мосс подписал однолетний контракт с клубом «Ньюкасл Джетс», где воссоединился с бывшим тренером «Феникса» Эрни Мерриком. 26 февраля 2019 года переподписал контракт, а 10 января 2020 года, после того, как получил очередную травму во время матча, объявил о завершении карьеры после сезона 2019/20. 23 марта отыграл свой 250-й матч в Эй-лиге.
В 2023 году завершивший карьеру Мосс был включён в заявку «Макартура» на Кубок АФК 2023/24, так как несколько других вратарей команды оказались недоступны.

## Международная карьера
До выступления в основной национальной сборной Новой Зеландии Мосс выступал за сборные страны возрастом до 20 и 23 лет.
Впервые в национальную сборную его вызвали в октябре 2003 года на товарищеский матч со сборной Ирана, однако провёл матч в запасе. Первая его игра за сборную состоялась в феврале 2006 года, когда Новая Зеландия в одержала победу над Малайзией со счётом 1:0.
В ноябре 2008 года Мосс был дисквалифицирован на четыре матча после грубости с арбитром Ленси Фредом во время отборочного матча к чемпионату мира по футболу 2010 года против Фиджи, поэтому в стыковых матчах против Бахрейна в конце 2009 года на месте вратаря играл Марк Пастон. Дисквалификация распространилась также на первые два матча Новой Зеландии на чемпионате мира против Словакии и Италии. В заявку сборной на чемпионат мира Глен Мосс был включён под номером 12.

## Карьера тренера
10 июля 2020 года был назначен тренером вратарей клуба «Макартур».